# Leonardo Vitor Santiago
Leonardo de Vitor Santiago (Rio de Janeiro, 9 maart 1983) is een Nederlands-Braziliaans voormalig profvoetballer die bij voorkeur als aanvaller speelde.

## Clubcarrière

### Nova Safra
Leonardo begon als jeugdspeler bij het Braziliaanse Nova Safra en groeide op in Jacerézinho, de wijk in Rio de Janeiro waar ook Romário opgroeide. Op elfjarige leeftijd werd hij in deze sloppenwijk tijdens een partijtje voetbal met buurtgenootjes ontdekt door de Nederlandse filmer/journalist Jos de Putter die vervolgens aan Leonardo en zijn voetbalvriendje Anselmo de documentairefilm "Solo, de wet van de favela" wijdt.

### Feyenoord
Op zijn twaalfde levensjaar kwam Leonardo naar Rotterdam, en doorliep daar de jeugdopleiding van Feyenoord. Op zeventienjarige leeftijd debuteerde hij in Feyenoords eerste elftal. Dit draaide uit op een paspoortaffaire, daar hij als zeventienjarige niet-EU-burger, eigenlijk niet mocht uitkomen in de competitie. Hierdoor mocht hij een tijd lang niet uitkomen voor Feyenoord. In 1996 deed hij op basis van zijn Braziliaanse paspoort een aanvraag om een 'studie' te volgen aan de 'voetbalschool' van Feyenoord. Hiermee mocht hij echter geen wedstrijden spelen en in 2000 bleek hij ineens ook een Portugees paspoort te hebben waarmee dit geen probleem werd. De IND onderzocht dit paspoort en concludeerde dat het vals was. De zaak werd geschikt en Leonardo kreeg, naast een tijdelijk speelverbod, ook een boete.
In zijn eerste twee seizoenen kwam Leonardo tot vierenveertig wedstrijden waarin hij vier doelpunten maakte. Hij maakte deel uit van het team dat in 2002 de UEFA Cup won. In de daaropvolgende seizoenen kwam hij, mede door blessureleed, echter amper in actie. Ook kwam hij regelmatig in botsing met diverse trainers, waardoor hij als lastig te boek kwam te staan.

### NAC Breda (eerste periode)
In januari 2006 verliet hij Feyenoord en tekende hij een contract voor anderhalf jaar bij NAC Breda. Daar hielp hij de club op weg in de strijd tegen degradatie. In 14 wedstrijden maakte hij 8 doelpunten, waarmee hij clubtopscorer werd.
In de voorbereiding van het seizoen 2006/07 kwam de spits, twee dagen voor de competitiestart tegen AZ (wedstrijd van 19 augustus 2006), in botsing met de nieuwe NAC-trainer Ernie Brandts. Deze wilde Leonardo gebruiken als linksbuiten, terwijl de Braziliaan zelf het liefst als diepe spits speelt. Hij liep boos weg van de training en werd geschorst door de club. Hij leek hiermee aan te sturen op een overgang naar een andere club.

### Ajax
Na gesprekken met PSV en Tottenham Hotspur, werd op 11 december 2006 bekendgemaakt dat Leonardo per 1 januari 2007 onder contract zou staan bij Ajax. De club betaalde 750.000 euro voor de aanvaller. Hij kreeg bij Ajax rugnummer 23 en werd opvallend genoeg van begin af aan door trainer Ten Cate als linksbuiten gebruikt. Op 4 maart 2007 kreeg Leonardo opnieuw een domper te verwerken toen hij opnieuw langdurig geblesseerd raakte in een duel met Breuer, speler van sc Heerenveen. Hij was enkele maanden uit de roulatie.
Op 13 januari 2008 maakte hij zijn rentree in de wedstrijd Ajax-AZ (6–1 winst) waarin hij scoorde. Ook onder de toenmalige Ajax-trainer Koster wist hij echter geen basisplaats af te dwingen. Marco van Basten, die in 2008 trainer zou worden bij de club, zag geen toekomst in hem en Ajax liet Leonardo daarom na afloop van het seizoen 2007/08 weten dat hij kon vertrekken. Uiteindelijk mocht hij toch blijven vanwege de vele blessures in de voorhoede. Zo scoorde hij de 4–1 thuis tegen PSV. Tevens was hij als invaller succesvol in de UEFA Cup in de duels met Hamburger SV en Fiorentina. Tegen laatstgenoemde club was de 1–1 van Leonardo genoeg voor Ajax om de achtste finale te bereiken.
Daarna kwam hij wederom op een zijspoor terecht bij Ajax, waarna hij in de zomer vrij mocht vertrekken.

### NAC Breda (tweede periode)
Tijdens de voorbereidingen voor het nieuwe seizoen 2009/10 meldde Leonardo zich bij NAC Breda om daar zijn conditie op peil te houden. Net voor het verstrijken van de transferperiode bood de club hem een vierjarig contract aan, waar hij op inging. In het seizoen 2009/10 speelde hij zeventien wedstrijden voor de ploeg. In het seizoen 2010/11 ging het echter weer mis tussen de club en de speler, die diverse aanvaringen had met trainers en medespelers. Toen hij diverse afspraken niet nakwam aan het begin van de tweede competitiehelft werd hij voor straf uit de selectie gezet.

### Red Bull Salzburg
Eind juni 2011 werd bekend dat Leonardo in het seizoen 2011/12 zou worden uitgeleend aan Red Bull Salzburg uit Oostenrijk. Leonardo kende in Oostenrijk een goed eerste seizoen. Hij speelde vierentwintig wedstrijden in de competitie waarin hij drie keer scoorde. In de UEFA Europa League speelde hij alle zes de groepswedstrijden en scoorde daarin drie keer. Ook werd hij verkozen als aanvoerder van het elftal. In februari 2012 tekende hij een contract dat hem ook voor het seizoen 2012/13 verbond aan Red Bull Salzburg. NAC Breda verlangde geen transfersom voor de speler, wiens salaris zwaar drukte op de begroting.
Enkele maanden later werd hij echter, samen met medespeler Rasmus Lindgren, alweer overbodig verklaard bij de Oostenrijkse club. Op 30 oktober liet hij zijn contract ontbinden.

### Ferencváros
Na enkele maanden zonder club gezeten te hebben tekende hij in februari 2013 bij het Hongaarse Ferencváros. Op maandag 13 mei 2013 liet hij weten te vrezen voor het einde van zijn loopbaan, nadat de aanvaller in de verloren wedstrijd bij koploper Győri ETO (1–0) zijn kuitbeen had gebroken na een tackle. "Het was een trieste dag vandaag, de slechtste dag van mijn loopbaan", schreef Leonardo op zijn Facebookpagina. "Alleen omdat er mensen in het veld zijn die niet van getalenteerde spelers houden. Een van deze mensen heeft een einde aan mijn carrière gemaakt."
Eenmaal hersteld van zijn zware blessure speelt Leonardo een redelijk 2013/14-seizoen bij Ferencváros, waar hij in veertien wedstrijden vijf keer wist te scoren.

### TSV 1860 München
In de zomer van 2014 maakt Leonardo de overstap naar TSV 1860 München, uitkomend in de tweede bundesliga. Op 4 augustus maakt hij zijn debuut in de met 3–2 verloren wedstrijd tegen 1. FC Kaiserslautern. In de derde wedstrijd van het seizoen tegen 1. FC Heidenheim weet Leonardo voor het eerst het net te vinden voor zijn nieuwe werkgever en bepaalt hij de eindstand op 2–2. Eind november willigde de club een verzoek van Leonardo tot ontbinding van zijn contract in.

### Newcastle United Jets
Eind januari werd bekend dat Leonardo een contract bij Red Bull Brasil in zijn vaderland zou tekenen voor het seizoen 2015. Begin februari tekende hij echter bij CA Metropolitano waar zijn contract een dag later ontbonden werd omdat hij niet fit was. Een paar dagen later werd hij in verband gebracht met de Oostenrijkse amateurclub FC Zell am See. Leonardo tekende in augustus 2015 een contract tot medio 2016 bij Newcastle United Jets.

### FC Eindhoven
Vanaf maart 2017, na verkrijging van een Nederlands paspoort, speelde hij tot aan het eind van dat seizoen voor FC Eindhoven. Op 31 maart 2017 stond hij voor het eerst in de basis in de wedstrijd tegen FC Den Bosch. Hij gaf de assist op Tibo Van de Velde, die de 2–0 maakte.

## Interlandcarrière
Leonardo speelde in zijn voetbalcarrière twee interlands voor het Braziliaans voetbalelftal onder 20 en zeven interlands voor het Braziliaans voetbalelftal onder 23.

## Trainerscarrière
In december 2024 werd bekend dat Leonardo bij ADO Den Haag zou gaan werken om zijn trainersdiploma te bemachtigen.

## Privé
Op 18 oktober 2007 werden Leonardo en zijn toenmalige vriendin ouders van een zoon genaamd Lil, wat Kleine betekent. Dit was de bijnaam van Leonardo zelf in Jacerézinho, de wijk waarin hij opgroeide in Brazilië.

## Statistieken
| seizoen | club                       | land       | competitie     | wed. | goals |
| ------- | -------------------------- | ---------- | -------------- | ---- | ----- |
| 2000/01 | Feyenoord                  | Nederland  | Eredivisie     | 23   | 2     |
| 2001/02 | Feyenoord                  | Nederland  | Eredivisie     | 21   | 2     |
| 2002/03 | Feyenoord                  | Nederland  | Eredivisie     | 3    | 0     |
| 2003/04 | Feyenoord                  | Nederland  | Eredivisie     | 3    | 0     |
| 2004/05 | Feyenoord                  | Nederland  | Eredivisie     | 4    | 0     |
| 2005/06 | Feyenoord                  | Nederland  | Eredivisie     | 1    | 0     |
| 2005/06 | NAC Breda                  | Nederland  | Eredivisie     | 14   | 8     |
| 2006/07 | NAC Breda                  | Nederland  | Eredivisie     | 17   | 2     |
| 2006/07 | Ajax                       | Nederland  | Eredivisie     | 7    | 1     |
| 2007/08 | Ajax                       | Nederland  | Eredivisie     | 9    | 2     |
| 2008/09 | Ajax                       | Nederland  | Eredivisie     | 24   | 2     |
| 2009/10 | NAC Breda                  | Nederland  | Eredivisie     | 17   | 4     |
| 2010/11 | NAC Breda                  | Nederland  | Eredivisie     | 25   | 2     |
| 2011/12 | → Red Bull Salzburg (huur) | Oostenrijk | Bundesliga     | 30   | 4     |
| 2012/13 | Ferencváros                | Hongarije  | NB 1           | 9    | 2     |
| 2013/14 | Ferencváros                | Hongarije  | NB 1           | 14   | 5     |
| 2014/15 | TSV 1860 München           | Duitsland  | 2. Bundesliga  | 8    | 2     |
| 2015/16 | Newcastle United Jets      | Australië  | A-League       | 20   | 1     |
| 2016/17 | FC Eindhoven               | Nederland  | Eerste divisie | 8    | 1     |

## Erelijst
Feyenoord
- UEFA Cup: 2001/02

 Ajax
- KNVB beker: 2006/07

 Red Bull Salzburg
- Bundesliga: 2011/12
- ÖFB-Cup: 2011/12

 Ferencvárosi
- Magyar Ligakupa: 2012/13